# Carcabuey
Carcabuey es un municipio español de la provincia de Córdoba, Andalucía. En 2016 contaba con 2529 habitantes. Su extensión superficial es de 79,74 km² y tiene una densidad de 31,72 hab/km². Se encuentra situado en la comarca de la Subbética Cordobesa.

## Toponimia
A lo largo del tiempo se han realizado diversas conjeturas acerca del origen del topónimo de Carcabuey, sus gentilicios y la ciudad romana que ocupaba este lugar. En la actualidad, las investigaciones respaldan el uso del gentilicio carcabulense frente a alcobitense, y afirman que la ciudad romana era Ipolcobulcula en vez de Cárruca.

### Cárruca e Ipolcobulcula
En el siglo XVIII el destacado filólogo y numismático Francisco Pérez Bayer conjeturó que en la ubicación de Carcabuey se encontraba la ciudad romana de Cárruca, ciudad mencionada en el libro Bellum Hispaniense. Sin embargo, dicha conjetura fue refutada unos años después, y de hecho, en la actualidad está ampliamente aceptado que en el emplazamiento actual de Carcabuey se encontraba la ciudad romana de Ipolcobulcula, como prueban varios hallazgos epigráficos, aunque los límites de la ciudad romana se extendían mucho más allá del actual municipio de Carcabuey.
A pesar de que la conjetura de Pérez Bayer había sido refutada, la creencia en relacionar los orígenes de Carcabuey con Cárruca se extendió entre la población en el siglo XX, dando lugar a varios nombres comerciales que incluyen este topónimo.

### Alcobitense
Otra creencia sin una base sólida sostiene que se llamó Alcobitense a la población que existió en el emplazamiento de Carcabuey. Esta creencia fue difundida por el Diccionario geográfico-estadístico-histórico de España y sus posesiones de Ultramar, publicado entre 1845 y 1850, y puede proceder de la afirmación que hizo el licenciado Francisco Mosquera Barnuevo en el libro La Numantina de 1612, a raíz de una inscripción hallada cerca de la ermita de San Marcos, en la cual parecía leerse "Olcobilense".
Rafael Osuna Luque, cronista oficial de Carcabuey, propone que la palabra "olcobilense" es el resultado de leer incorrectamente dicha inscripción, de la cual actualmente no se sabe qué ha sido de ella. Aun así, el término Alcobitense se popularizó en el siglo XX como gentilicio para referirse a los habitantes de Carcabuey.

### Etimología de Carcabuey
El topónimo Carcabuey, junto con otros como Carcabue y Carcaboy, ya se utilizaban desde el siglo XIII o XIV, y derivan de karkabūl (كركبول), topónimo árabe que se utilizaba, junto con otros similares como Karkabūliya, durante el periodo musulmán.
Lo que no está claro es cuál es el origen de estos topónimos árabes, habiendo varias hipótesis al respecto. El filólogo, dialectólogo y arabista Álvaro Galmés de Fuentes y el periodista y profesor de historia y literatura antigua Pancracio Celdrán Gomáriz sugieren un origen prerromano, de forma que incluirían la raíz prerromana kar- (piedra). Por su parte, Galmés argumenta que también encontramos el sufijo prerromano -oi, el cual ha dado lugar a otros topónimos terminados en -oy, -uey y -ue, como Berroy o Alastuey (Huesca). Para Celdrán, contendrían la terminación bod / bodoi pero perdiendo previamente la d, por tanto, aludirían a un lugar húmedo o charcal.
En cambio, el médico e historiador arabista Antonio Arjona Castro y el sacerdote e historiador José Oliver y Hurtado junto con su hermano Manuel, también académico, proponen que estos topónimos árabes derivan del topónimo romano Ipolcobulco. Arjona argumenta que el topónimo romano previamente perdió el afijo Ipo-, afijo que llevaban otras poblaciones iberorromanas, como Iponuba (Baena).
A diferencia de los anteriores, Osuna defiende que estos topónimos árabes derivan del término latino caccabus (olla, cazuela), el cual pasó a cárcava, palabra aún usada en español para referirse a un hoyo o zanja. Por tanto, según esta hipótesis el topónimo Carcabuey estaría relacionado con una hoya de tierra.

### Carcabulense
Debido a la falta de evidencias que apoyen el uso de alcobitense como gentilicio de Carcabuey, y dado que sí hay considerables fuentes árabes que atestiguan el uso de karkabūl para referirse a Carcabuey, Arjona propone el gentilicio carcabulense para los habitantes de Carcabuey, resultado de tomar el topónimo árabe y añadirle el sufijo -ense utilizado frecuentemente en español para formar etnónimos, como sucede, por ejemplo, en prieguense. Este sufijo es un préstamo tomado del latín -ēnsis, el cual también ha dado lugar al sufijo -es en español, presente, por ejemplo, en el gentilicio cordobés. En la defensa que hace Arjona de este nuevo gentilicio ha quedado sin ofrecerse una justificación a la elección del sufijo -ense frente a otros como -es, o el usado frecuentemente en gentilicios de origen árabe -i (nisba).
Osuna, además del historiador y arqueólogo José Antonio Morena López, también defendieron el uso de este nuevo gentilicio. Esta propuesta de cambio se llevó al Pleno del Ayuntamiento en mayo de 2006 y se acordó aprobar el uso del nuevo gentilicio, aunque permitiendo también el uso del gentilicio alcobitense.

## Geografía física
El municipio se encuentra en el extremo suroriental de la provincia, ocupando las tierras separadas por las alineaciones de los macizos de Cabra-Luque y Rute-Horconera en una extensión de 80,7 km². Los ríos Palancar y Morisco cruzan gran parte de las mismas entre un sinnúmero de sierrezuelas y elevaciones menores. Aunque con menos altitud que las tierras que le circundan, resguardan y aíslan, este deprimido pasillo de materiales calizos anárquicamente levantados en el Terciario, constituye, por su relieve áspero, montañoso y accidentado, un ejemplo representativo del subbético cordobés. 
Sus elevadas cumbres, Lobatejo (1.380 m s. n. m.), Puerto Escaño (1.032), Gallinera (1.097) y Pollos (1.078), ostentosas desde el fondo de sus encajonados valles, descansan sobre empinadas pendientes y dan así lugar a un tortuoso camino que se trasforma en un paisaje decorado por el verde olivarero, las blancas calizas, el oscuro matorral y los floreados membrillos. Las frecuentes y perniciosas heladas, las abundantes precipitaciones y un alto grado de continentalidad son las notas características de su clima.

### Límites
El término de Carcabuey limita al norte con los de Zuheros y Luque; al este y al sur, con Priego; al suroeste, con Rute; y al oeste, con Cabra.

## Historia
Las primeras evidencias de la presencia de seres humanos en Carcabuey arrancan entre el 9.000 y el 6.000 a. C., en el Epipaleolítico, fase final de la economía predadora inmediatamente anterior a los primeros productores. 
La documentación histórica, los yacimientos prehistóricos y sus materiales, son relativamente abundantes, y algunos, como el Castillejo, debieron reunir magníficas condiciones como lugar de habitación, pues en él hubo una ocupación, prácticamente continua, desde el Epipaleolítico hasta el Calcolítico, a juzgar por los hallazgos superficiales efectuados. Las cuevas de Sierra Alcaide, Gallinera, Jaula, Puerto Escaño (Muerto, Gallinera, Palomas, Palanzuelo, Hierro...) sirvieron para fines muy diversos: vivienda, lugares de enterramiento, santuarios pictóricos, etc. 
También en el interior de la villa actual, donde hoy se alza el castillo, dejaron sus huellas esos remotos antepasados. Los restos materiales más antiguos por ahora se remontan al Epipaleolítico, y se han encontrado en la fuente de las Palomas y en el Castillejo, consistiendo en industria lítica compuesta de abundantes hojitas de sílex. Estos últimos cazadores especializados de la Prehistoria habitaron en dos parajes bien diferentes, aunque propicios para la caza, pues mientras la fuente de las Palomas es una suave loma, hoy olivar, el Castillejo es una elevación más considerable, con cierto carácter estratégico.
Los primeros productores, los autores del Neolítico, escogieron lugares muy diversos, desde las cumbres poco accesibles de las sierras cercanas, hasta las tierras más bajas. En ellos nos han dejado muestras de los que podemos considerar elementos típicos de su cultura: cerámicas a la almagra, incisas e impresas, utensilios de sílex, brazaletes de piedra, etc. La distinta localización de los lugares en que vivieron da pie a pensar que esto, probablemente, se debió a actividades económicas específicas.
Algunas manifestaciones artísticas, posteriores al Paleolítico, y que posiblemente puedan ser contemporáneas del Neolítico, se encuentran en la Cueva del Muerto y en la de El Palanzuelo. En la primera de ellas se halló un dibujo lineal esquemático, una abstracción difícil de interpretar, sobre un fragmento de cerámica, así como un ídolo o figurilla ritual funeraria, en hueso, de época ya calcolítica. En El Palanzuelo se realizaron pinturas parietales esquemáticas.

## Demografía
Carcabuey cuenta con una población de 2299 habitantes (INE 2024).
| Gráfica de evolución demográfica de Carcabuey entre 1842 y 2021                                                     |
| |
| Población de derecho según los censos de población del INE Población de hecho según los censos de población del INE |

## Economía
La mitad de esta población activa está dedicada al sector agrario, que a pesar de ser el eje medular de su economía está afectado por factores físicos y humanos poco propicios. 
En el sector agrario hay que destacar la importante presencia de tierras no labradas. Sólo el 66,6% de su superficie corresponde a tierras labradas, y en ellas el olivar es monocultivo. El resto de los cultivos tiene porcentajes insignificantes, a excepción de los frutales donde el membrillo destaca en las numerosas huertas. En los últimos años está arraigando una industria de la confección, que tiene en su dependencia exterior su mayor problema.
La construcción presenta unos índices bastante elevados, semejantes a los de los municipios de mayor categoría poblacional. El restante de sus trabajadores se dedican a las actividades relacionadas con el sector terciario.

### Evolución de la deuda viva municipal
El concepto de deuda viva contempla solo las deudas con cajas y bancos relativas a créditos financieros, valores de renta fija y préstamos o créditos transferidos a terceros, excluyéndose, por tanto, la deuda comercial.
| Gráfica de evolución de la deuda viva del Ayuntamiento de Carcabuey entre 2008 y 2021                                  |
| |
| Deuda viva del Ayuntamiento de Carcabuey, en miles de euros, según datos del Ministerio de Hacienda y Función Pública. |

## Patrimonio

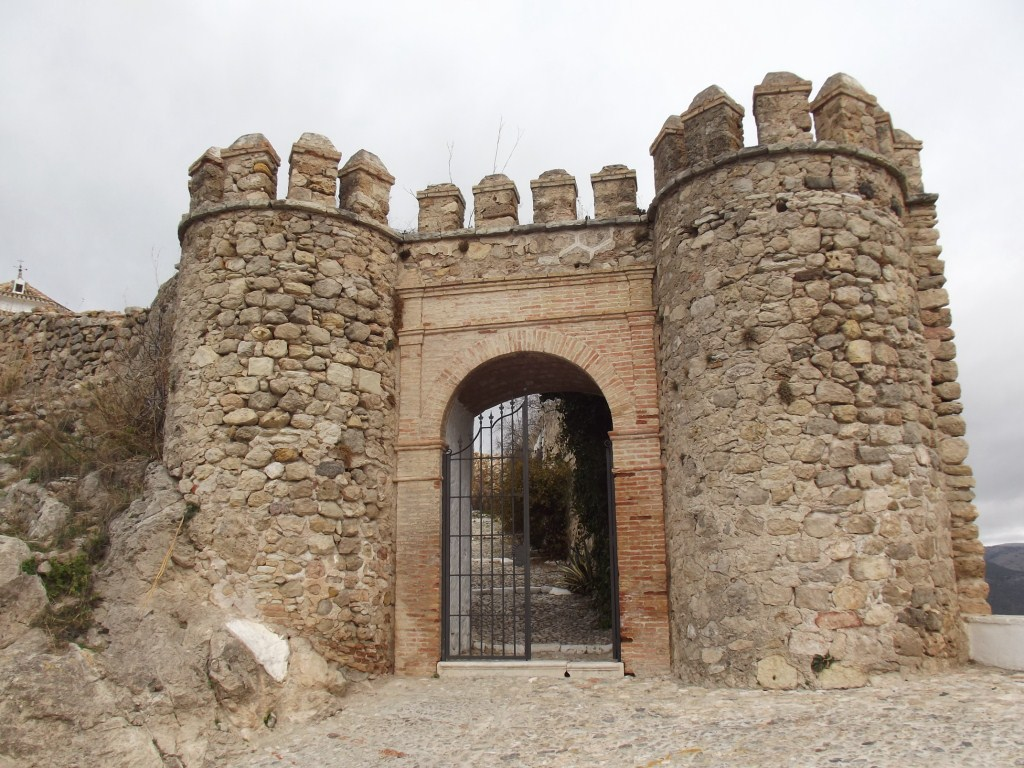
Entrada al castillo de Carcabuey

- Castillo de Carcabuey: Sobre un cerro dominando toda la zona se alza esta mole de piedra caliza. Desde la entrada se divisan las irregularidades del parque natural y toda la planta del pueblo. Por sus hechos históricos se le llamó el castillo de la Traición y el castillo de la Fidelidad por la leyenda que narra cómo Pero Nuño Tello, gobernador de la fortaleza en 1282, perdió aquí a su hija por ser fiel al rey.
- Iglesia de la Asunción: Situada en una privilegiada zona, es visible desde la mayor parte de su trazado urbano, lo que le da seña de identidad. Del siglo XIV, y reformas posteriores en el XVII y XVIII. En su interior, acoge muestras de imaginería granadina como el Cristo de Ánimas de Alonso de Mena.
- Iglesia de San Marcos: Ermita de una sola nave con capillas laterales. Del exterior sobresale su imponente torre de sillería, y del interior su retablo, de Juan de Dios Santaella, así como numerosas imágenes como San Marcos de Francisco Javier Pedrajas o el Cristo Crucificado de San Marcos de Alonso de Mena.
- Ermita del Castillo: Enmarcada en el Castillo de Carcabuey, sobresale por su blanco andaluz sobre el sillar medieval. Acoge en su interior la imagen de la patrona, la Virgen del Castillo en su camarín barroco, con la curiosidad de tener expuestos parte de los millares de exvotos que tiene fruto de los milagros concedidos.
- Ermita de Santa Ana: De mediados del XVIII, en su interior tiene numerosos retablos y goza de un emplazamiento privilegiado en el centro de Carcabuey. Guarda en su interior la imagen de la Aurora, en cuyo honor se hacen las fiestas del Toro de Cuerda.
- Calvario: Atalaya natural desde la que poder contemplar Carcabuey o el parque natural de las Sierras Subbéticas. Coronando el monte Calvario de Carcabuey está la ermita del Calvario del siglo XVIII.
- Templete virgen de las Angustias: Altar callejero del siglo XVIII, se trata de un monumento único en la provincia, ya que carece de dueño, los vecinos de Carcabuey se encargan de su mantenimiento.
- Hornacinas particulares: Pequeños altares situados en casas particulares con imágenes de vestir de Pasión.
- Monumento a la virgen del Castillo: Coronando la calle Castillo, y a medio camino entre la Parroquia de la Asunción y el Castillo, se encuentra esta singular fuente, presidida por un mosaico de la patrona sobre una inscripción en piedra.
- Fuente del Pilar: También llamada fuente de los Caños, da nombre a la calle del Pilar. Está labrada a mano sobre roca caliza en una sola pieza y su agua potable sigue manando desde el siglo XVIII.
- Cañuelo: Atalaya natural desde la que se pueden divisar las faldas del castillo y las sierras Subbéticas. Existe en este paraje una fuente monumental construida en 1788 en el Reinado de Carlos III, según reza en la inscripción de la misma.
- Puente Califal ( Situado a varios kilómetros de la localidad, en una de las numerosas rutas senderistas y de trekking que se pueden hacer en pleno parque natural)
- Casas señoriales: existen en el centro de la localidad varias casas señoriales, algunas con bellas fachadas con escudos, principalmente de los siglos XVIII, XIX y principios del S. XX.

## Gastronomía
Las tradicionales matanzas caseras son un claro exponente de la gastronomía comarcal, teniendo un lugar propio en la mesa sus derivados, especialmente el chorizo y la morcilla, que ofrece variedades locales como la morcilla de cebolla de las de carne y blanca y constituyen ingredientes básicos de platos como el potaje de habichuelas "Amonás". Otro plato pintoresco será el revuelto de patatas o patatas a lo pobre. Plato típico de los jornaleros es la "naranja en aceite". También las migas y las chanfainas de la típica también matanza del niño. Existen tres vinos en este municipios bajo la denominación Montilla-Moriles que son Doña Mencía, Lucena y Cabra.
Mención aparte merece los flamenquines que se pueden degustar en el bar Carruca.

## Centros educativos
El municipio dispone de los siguientes centros educativos:
- C.E.I. Divino Maestro: Colegio de educación infantil.
- C.E.I.P. Virgen del Castillo: Colegio de educación infantil y primaria.
- S.E.P. Carcabuey: Centro de educación de adultos.

## Ciudades hermanadas
- Rafaela, Argentina